# Усть-Катунь (Смоленський район)
Усть-Кату́нь (рос. Усть-Катунь) — селище у складі Смоленського району Алтайського краю, Росія. Входить до складу Верх-Обської сільської ради.

## Населення
Населення — 476 осіб (2010; 492 у 2002).
Національний склад (станом на 2002 рік):
- росіяни — 94 %